# Leptobrachium buchardi
Leptobrachium buchardi är en groddjursart som beskrevs av Ohler, Teynié och David 2004. Leptobrachium buchardi ingår i släktet Leptobrachium och familjen Megophryidae. IUCN kategoriserar arten globalt som otillräckligt studerad. Inga underarter finns listade i Catalogue of Life.